# 経済フロントライン
『経済フロントライン』（けいざいフロントライン）は、NHK BS1が2015年4月4日から2018年3月24日まで放送された経済情報番組である。原則として毎週土曜日22時から22時50分に生放送されていた。

## 概要
同番組は、2010年度から2014年度まで放送された一連の『Bizプラスシリーズ』を汲む経済情報番組で、放送日を日曜から土曜に移動させる。
前番組と同様に、1週間の国内外の経済動向について見ていく。特に関心の高い話題をより深く掘り下げるほか、日本を代表する企業経営者などへのインタビューも行う。

## キャスター

### 現在のキャスター
- 野口修司（2015年4月4日 - ）
- 八木ひとみ (2017年4月8日 - )

### 過去のキャスター
- 竹内優美（2015年4月4日 - 2017年3月25日）